# Mendeleevsk
Mendeleevsk, (in russo Менделеевск?; in tataro Менделеев) è una città della Russia che si trova nella Repubblica autonoma del Tatarstan e capoluogo dell'omonimo distretto; prende il nome da Dmitrij Ivanovič Mendeleev.
L'insediamento si trova sulla riva destra del Kama e del Tojma, a 238 chilometri da Kazan'; venne fondato nel 1868 nei pressi del locale impianto chimico e ottenne lo status di città nel 1967.